# S'Albufera de Mallorca
S'Albufera de Mallorca este o arie protejată (sit de importanță comunitară — SCI, arie de protecție specială avifaunistică — SPA) din Spania întinsă pe o suprafață de 2.199,9 ha, integral pe uscat.

## Localizare
Centrul sitului S'Albufera de Mallorca este situat la coordonatele 39°47′25″N 3°05′41″E / 39.7902°N 3.0946°E.

## Înființare
Situl S'Albufera de Mallorca a fost declarat arie de protecție specială avifaunistică în martie 2006 pentru a proteja 130 de specii de animale. Situl a fost protejat și ca sit de importanță comunitară în iulie 2000.

## Biodiversitate
Situată în ecoregiunea mediteraneană, aria protejată conține 25 de habitate naturale: Mlaștini calcaroase cu Cladium mariscus și specii de Caricion davallianae, Tufărișuri termo-mediteraneene și de pre-deșert, Izvoare petrifiante cu formare de travertin (Cratoneurion), Pășuni mediteraneene udate de apa mării (Juncetalia maritimi), Depresiuni intradunale umede, Galerii și tufărișuri riverane sudice (Nerio-Tamaricetea și Securinegion tinctoriae), Lagune de coastă, Lacuri eutrofice naturale cu vegetație de tip Magnopotamion sau Hydrocharition, Galerii de Salix alba și de Populus alba, Vegetație anuală la limita mareei, Râuri mediteraneene cu debit permanent cu specii de Paspalo-Agrostidion și galerii riverane de Salix și de Populus alba, Faleze cu vegetație de Limonium spp. endemic de pe coastele mediteraneene, Dune mobile de-a lungul țărmului cu Ammophila arenaria („dune albe”), Tufărișuri halofile mediteraneene și termo-atlantice (Sarcocornetea fruticosi), Păduri de Olea și Ceratonia, Salicornia și alte specii anuale care populează regiunile mlăștinoase și nisipoase, Păduri termofile cu Fraxinus angustifolia, Liziere de ierburi înalte hidrofile de câmpie și de nivel montan până la alpin, Stepe sărăturate mediteraneene (Limonietalia), Dune mobile cu vegetație embrionară, Dune cu vegetație ierboasă Malcolmietalia, Pseudostepă cu ierburi și specii anuale de Thero-Brachypodietea, Dune de pe litoral fixate cu Crucianellion maritimae, Dune de coastă cu Juniperus spp., Dune cu tufărișuri sclerofile Cisto-Lavenduletalia.
La baza desemnării sitului se află mai multe specii protejate:
- păsări (121): lăcar mare (Acrocephalus arundinaceus), privighetoare-de-baltă (Acrocephalus melanopogon), lăcar-de-lac (Acrocephalus scirpaceus), fluierar de munte (Actitis hypoleucos), ciocârlie-de-câmp (Alauda arvensis), rață sulițar (Anas acuta), rață lingurar (Anas clypeata), rață pitică (Anas crecca), rață fluierătoare (Anas penelope), rață mare (Anas platyrhynchos), rață cârâitoare (Anas querquedula), rață pestriță (Anas strepera), gâscă cenușie (Anser anser), fâsă-de-câmp (Anthus campestris), stârc cenușiu (Ardea cinerea), stârc roșu (Ardea purpurea), stârc galben (Ardeola ralloides), ciuf de câmp (Asio flammeus), ciuf-de-pădure (Asio otus), rață-cu-cap-castaniu (Aythya ferina), rața moțată (Aythya fuligula), buhai de baltă (Botaurus stellaris), Bubulcus ibis, pasărea ogorului (Burhinus oedicnemus), ciocârlie-cu-degete-scurte (Calandrella brachydactyla), fugaci de țărm (Calidris alpina), fugaci roșcat (Calidris ferruginea), fugaci mic (Calidris minuta), caprimulg (Caprimulgus europaeus), cânepar (Carduelis cannabina), sticlete (Carduelis carduelis), Cettia cetti, prundăraș de sărătură (Charadrius alexandrinus),  prundaș gulerat mic (Charadrius dubius), prundaș gulerat mare (Charadrius hiaticula), florinte (Chloris chloris), erete de stuf (Circus aeruginosus), Cisticola juncidis, dumbrăveancă (Coracias garrulus), prepeliță (Coturnix coturnix), cuc (Cuculus canorus), lăstun de casă (Delichon urbica), egretă mică (Egretta garzetta), presură sură (Emberiza calandra), presură de stuf (Emberiza schoeniclus), măcăleandru (Erithacus rubecula), Falco eleonorae, șoim călător (Falco peregrinus), vânturel roșu (Falco tinnunculus), vânturel de seară (Falco vespertinus), cinteză (Fringilla coelebs), lișiță (Fulica atra), Galerida theklae, becațină comună (Gallinago gallinago), găinușă de baltă (Gallinula chloropus), ciovlica roșcată (Glareola pratincola), piciorong (Himantopus himantopus), Hippolais polyglotta, rândunică roșcată (Hirundo daurica), rândunică (Hirundo rustica), stârc pitic (Ixobrychus minutus), capîntortură (Jynx torquilla), sfrâncioc cu cap roșu (Lanius senator), pescăruș mic (Larus minutus), pescăruș râzător (Larus ridibundus), sitar de mâl (Limosa limosa), grelușel-de-zăvoi (Locustella luscinioides), forfecuță gălbuie (Loxia curvirostra), privighetoare (Luscinia megarhynchos), Marmaronetta angustirostris, prigoare (Merops apiaster), codobatură galbenă (Motacilla alba), codobatură de munte (Motacilla cinerea), codobatura galbenă (Motacilla flava), muscar sur (Muscicapa striata), rață cu ciuf (Netta rufina), culic mare (Numenius arquata), Numenius phaeopus, stârc de noapte (Nycticorax nycticorax), pietrar mediteranean (Oenanthe hispanica), pietrar sur (Oenanthe oenanthe), ciuf-pitic (Otus scops), Oxyura leucocephala, pițigoi mare (Parus major), vrabie (Passer domesticus), vrabie de câmp (Passer montanus), cormoran mare (Phalacrocorax carbo), codroș de munte (Phoenicurus ochruros), codroșul de pădure (Phoenicurus phoenicurus), pitulice de munte (Phylloscopus collybita), pitulice-fluierătoare (Phylloscopus trochilus), ploier argintiu (Pluvialis squatarola), corcodel-cu-gât-negru (Podiceps nigricollis), Porphyrio porphyrio, Ptyonoprogne rupestris, cristei de baltă (Rallus aquaticus), aușel sprâncenat (Regulus ignicapilla), aușel cu cap galben (Regulus regulus), lăstun de mal (Riparia riparia), mărăcinar (Saxicola rubetra), mărăcinar negru (Saxicola torquatus), cănăraș (Serinus serinus), turturică (Streptopelia turtur), graur (Sturnus vulgaris), silvie cu cap negru (Sylvia atricapilla), silvie de zăvoi (Sylvia borin), silvie mediteraneană (Sylvia melanocephala), Sylvia sarda, corcodel mic (Tachybaptus ruficollis), călifar alb (Tadorna tadorna), fluierar negru (Tringa erythropus), fluierar cu picioare verzi (Tringa nebularia), fluierarul de zăvoi (Tringa ochropus), fluierar de lac (Tringa stagnatilis), fluierarul cu picioare roșii (Tringa totanus), pănțărușul (Troglodytes troglodytes), mierlă (Turdus merula), sturz-cântător (Turdus philomelos), strigă (Tyto alba), pupăză (Upupa epops), nagâț (Vanellus vanellus)
- mamifere (8): liliac cârn (Barbastella barbastellus), liliac cu aripi lungi (Miniopterus schreibersii), liliac cu picioare lungi (Myotis capaccinii), liliac cărămiziu (Myotis emarginatus), liliac comun (Myotis myotis), liliacul mare cu potcoavă (Rhinolophus ferrumequinum), liliacul mic cu potcoavă (Rhinolophus hipposideros), liliacul cu potcoavă a lui méhely (Rhinolophus mehelyi)
- reptile (1): țestoasa de baltă (Emys orbicularis)

Pe lângă speciile protejate, pe teritoriul sitului au mai fost identificate 9 specii de plante, 1 specie de păsări, 1 specie de amfibieni, 2 specii de mamifere, 26 de specii de nevertebrate, 3 specii de pești, 1 specie de reptile.